# Kilvo
Kilvo, by i södra delen av  Gällivare kommun i Lappland, cirka 10 km norr om Nattavaara by.

## Allmänt
Kilvo ligger i Gällivare socken, längs länsväg BD 822 cirka 40 km söder om Gällivare. 20210101 hade byn 11st invånare. Byn är omgiven av stora myrmarker med myrar som till exempel Ripakkovuoma, Saimuvuoma och Myllyjänkkä. Området avvattnas av Peuraoja, Tullivoumaoja, Roukojoki och Saimujoki, vars vatten når via Venetjoki Råneälven vid Nattavaara. Kilvo ligger på lågberget Kotivaaras sydsluttning. Till byn räknas även ödegårdsställena Sågen, Saimo, Kilvostation och Svekomaa.  
Cirka 6 kilometer sydväst om Kilvo ligger Kilvo station vid Malmbanan.

## Historik
Kilvo grundades år 1727 av en same Pultti Mellan 1776 och 1803 fanns sju bofasta i byn. Perioden 1922-1932 fanns fast skola med som mest 14 elever. Byggnaden finns kvar i privat ägo. I Kilvo slog renskötande samerna ner sig för att välja det för dåtiden mer lönsamma utkomsten med fast jordbruk, då växlades renskötseln över till inhyrda "ren drängar" som skötte om renarna åt den bofasta samen, med tiden fick  "ren drängen" möjlighet att själv inneha eget renmärke och den bofaste samen blev då med tiden av med sin förste rätt till renskötseln till förmån för andra.

Renskötsel bedrevs fram till 60-70 talet och mot slutet endast via skötes renar men som liksom jordbruket blev olönsamt.
Vägen Kilvo-Nattavaara by byggdes 1909 och vägen till Tidnokenttä blev färdig 1949. Vägen till Gällivare invigdes 1961.
Telefonförbindelse kom 1922 och elektricitet kopplades in på 1940-talet.
Under 1940-talet brändes kolmilor samt tjäreldar. Kolet kördes med häst till Kilvo station. Till Nattavaara station kördes med lastbil.
I Kilvo finns lämningar efter så kallade sommargravar. I dessa förvarades avlidna till dess transport kunde ske under vinterföre till Gällivare. I Kilvo finns ett relativt stort antal lämningar efter härdar.
FN-ambassadören Agda Rössel växte upp i Kilvo.
Till Kilvo hör även de två sedan länge avfolkade bosättningarna Saimu (två gårdar) samt Svekomaa (en gård)
Alltsedan första bosättningen och då med en fast kreatursbesättning har livet i byn varit hårt och strävsamt, tills avvecklingen av jordbruket skedde i rask takt under 60-talet. Sedan länge saknas boskap i byn, vilket gäller för alla närliggande byar, dock med undantag av några sporadiska avbrott under 70-talet och 80-talet samt under början på 2000-talet. Då höll en gård i byn sig med tjurkalvar, får och ett antal grisar för husbehov samt för att bibehålla odlingslandskapet i byn. Jordbruket gick i graven då den arbetsföra befolkningen valde mer lönsamma yrken och lämnade byn.

## Källa för historiken
- Kilvo på nu nedlagda webbplatsen Gellivare landsbygd